# Rhèges-Bessy
Pour les articles homonymes, voir Bessy et Rhèges.
Rhèges-Bessy est une ancienne commune française de l'Aube. Elle a été créée en 1973 par la fusion des communes de Bessy et de Rhèges. En 1990, elle a été supprimée et les deux communes constituantes ont été rétablies.